# Է
Է, է (eh) – siódma litera alfabetu ormiańskiego. Jest wykorzystywana do oddania dźwięku [e], tj. samogłoski półprzymkniętej przedniej niezaokrąglonej. Została stworzona przez Mesropa Masztoca, podobnie jak pozostałe litery alfabetu ormiańskiego (oprócz օ, ֆ i և).
Litera Է jest transkrybowana w języku polskim jako E.
W ormiańskim systemie zapisywania liczb literze Է jest przypisana cyfra 7.

## Kodowanie
| Znak                   | Է                          | Է                          | է                        | է                        |
| ---------------------- | -------------------------- | -------------------------- | ------------------------ | ------------------------ |
| Nazwa w Unikodzie      | Armenian Capital Letter Eh | Armenian Capital Letter Eh | Armenian Small Letter Eh | Armenian Small Letter Eh |
| Kodowanie              | dziesiątkowo               | szesnastkowo               | dziesiątkowo             | szesnastkowo             |
| Unicode                | 1335                       | U+0537                     | 1383                     | U+0567                   |
| UTF-8                  | 212 183                    | d4 b7                      | 213 167                  | d5 a7                    |
| Odwołania znakowe SGML | &#1335;                    | &#x0537;                   | &#1383;                  | &#x0567;                 |